# Cummersdale
Cummersdale är en by och en civil parish i Cumbria, England. Orten har 486 invånare (2001).